# Mancomunidad Metrópoli de los Altos
La Mancomunidad Metrópoli de los Altos (MMA) es una agrupación voluntaria de nueve municipios de los departamentos de Quetzaltenango y Totonicapán, ubicados en Guatemala, con el fin de promover el desarrollo local, integral y sostenible de los municipios integrantes mediante la formulación de políticas públicas municipales, planes, programas y proyectos, la ejecución de obras y la prestación eficiente de los servicios de su competencia, en forma individual y conjunta.

## Territorio y población
La Mancomunidad está conformada por los municipios de San Cristóbal Totonicapán del departamento de Totonicapán y por los municipios de San Carlos Sija, Sibilia, La Esperanza, San Juan Ostuncalco, Quetzaltenango, San Juan Olintepeque, San Mateo y Salcajá en el departamento de Quetzaltenango. Los municipios son representados a través de sus Consejos Municipales. La Mancomunidad cuenta con una extensión territorial de 871.06 km² y está compuesta por una población total de 363,147 habitantes.

## Planteamiento estratégico
La Mancomunidad divide su plan estratégico en cuatro líneas o rutas las cuales buscan el desarrollo sostenible de los municipios participantes, dichas líneas quedan dispuestas de la siguiente manera:
Línea Estratégica 1: Fortalecimiento Institucional de la Mancomunidad
- Fortalecimiento de la gestión interna de la Mancomunidad de Municipios Metrópoli de Los Altos
- Apoyar el fortalecimiento de las Direcciones Municipales de Planificación
- Implementación, equipamiento y capacitación de la OMP.
- Implementar un plan de divulgación de las acciones mancomunadas.

Línea Estratégica 2: Gestión del Ordenamiento Territorial
- Promover el ordenamiento y planificación territorial.
- Apoyar los procesos de Ordenamiento Territorial a nivel Mancomunado
- Fomentar el mejoramiento de la infraestructura vial y de transporte.

Línea Estratégica 3: Gestión de los Recursos Naturales y Medio Ambiente
- Garantizar el manejo sostenible y sustentable de los recursos naturales y medio ambiente.
- Apoyar proyectos de saneamiento ambiental de forma integral.
- Promover y asegurar la gestión local de riesgo.

Línea Estratégica 4: Fomento del Desarrollo Económico y social
- Fortalecimiento de la organización productiva.
- Fortalecimiento de la infraestructura básica.
- Tecnificación de la mano de obra productiva.

## Fines
Asimismo, los fines a corto, mediano y largo plazo son los siguientes:

### Corto plazo
La Mancomunidad estima el cumplimiento de este plazo en el período de los años 2006 a 2010.
- La consolidación del proceso mancomunado.
- Fortalecimiento de la estructura interna de la mancomunidad tanto económica como organizativa.
- Establecer las bases de trabajo para el fortalecimiento de los recursos humanos, físicos y financieros de la mancomunidad en el ámbito nacional como internacional.
- El fortalecimiento de las OMP de los municipios pertenecientes a la mancomunidad.
- Aumentar la capacidad técnica e instalada de las oficinas municipales de planificación en los productos generados.

### Mediano plazo
La Mancomunidad estima el cumplimiento de este plazo en el período de los años 2011 a 2015.
- La mancomunidad debe ser una institución sólida y de prestigio en la región.
- La mancomunidad debe tener varios productos alcanzados que repercutan en la prestación de servicios eficientes, con un marco legal establecido y funcional.
- La mancomunidad habrá de propiciar los espacios territorialmente ordenados, tanto urbanísticos como de áreas verdes tendientes a mejorar la calidad de vida de la población.

### Largo plazo
La Mancomunidad estima el cumplimiento de este plazo en el período de los años 2016 a 2032
- Mejorar los índices de desarrollo socioeconómico en la región.
- Reglamentar los Usos de Suelo a nivel mancomunado
- Disminuir los índices de pobreza y desnutrición.
- Mejorar las condiciones de trabajo y productividad en la región.
- Mejorar la capacidad agroindustrial y comercial con productos legalmente establecidos, así como la capacidad de importación y exportación.
- La implementación de los programas y proyectos de ordenamiento territorial deberán verse reflejados en el desarrollo urbano de la región y en la captación de ingresos en la mancomunidad.

## Cooperación internacional
La Mancomunidad cuenta con el apoyo de las siguientes organizaciones internacionales:
- Agencia Española de Cooperación Internacional para el Desarrollo (AECID)
- Unión Europea a través de los programas Municipios Democráticos y Programa Regional para la Reducción de la Vulnerabilidad y Degradación Ambiental (PREVDA)
- Agencia Japonesa de Cooperación Internacional (JICA)
- Agencia de los Estados Unidos para el Desarrollo Internacional (USAID)